# Eleccions generals de Moçambic de 2009
Les eleccions generals de Moçambic de 2009 van tenir lloc el 28 d'octubre de 2009 per elegir al president, l'Assemblea de la República i les assemblees provincials. El president sortint Armando Guebuza es presentà a la reelecció com a candidat del FRELIMO; va ser desafiat pel líder de l'oposició Afonso Dhlakama, qui ha estat candidat presidencial del RENAMO a totes les eleccions des de 1994. També s'hi presenta Daviz Simango, alcalde de Beira, antic membre del RENAMO que havia fundat el seu propi partit, el Moviment Democràtic de Moçambic (MDM) a principis de 2009.

## Campanya
La campanya electoral va començar el 13 de setembre de 2009. Hi havia 17 partits i dues coalicions que competien en les eleccions parlamentàries. Les assemblees provincials també estaven en joc en les eleccions. Citant problemes en els documents presentats pel MDM quan es va presentar a les eleccions, la Comissió Nacional d'eleccions li va impedir que impugnés les eleccions parlamentàries en nou de cada 13 regions. A Simango, qui havia insistit que no hi havia problemes amb els papers, se li va permetre presentar-se com a candidat presidencial.
Abans de les eleccions Guebuza era el gran favorit per assolir un nou mandat, i la RENAMO, sumida en una amarga disputa amb Simango i el MDM, es creia que havia estat seriosament afeblida des de les eleccions anterior, celebrades el 2004. El 14 d'octubre de 2009, 20 partits menors donaren suport a la candidatura de Simango. El Partit Independent de Moçambic (PIMO), un altre partit petit, va decidir donar suport Guebuza.
En l'últim dia de campanya, el 25 d'octubre, cada un dels tres principals candidats van celebrar les manifestacions més importants. En el míting del FRELIMO a Nampula, Guebuza va destacar el compromís de lluitar contra la pobresa i treballar per "la unitat nacional, la pau i el desenvolupament". Dhlakama va concloure la seva campanya amb manifestacions a Maputo, i criticà el paper predominant del FRELIMO en la societat: "Tot plegat és barrejat avui a Moçambic. El partit, la policia, escoles, carreteres, periodistes; tot passa pel FRELIMO. Això s'ha d'acabar". Simango, per la seva banda, va celebrar la seva última reunió a Beira, declarant que era el moment de "posar fi als jocs, fi als abusos"; es va referir als problemes d'atur i la manca de medicaments en els hospitals quan instant als seus seguidors a anar a votar.
Votant a l'escola secundària de Polana al centre de Maputo el dia de les eleccions, Dklahama va dir que si perdia les eleccions no es presentaria novament a la presidència. També va cridar a una alta participació, alhora que destacava la importància de respectar els resultats i evitar un conflicte postelectoral.

## Resultats
Segons els resultats provisionals anunciats el 2 de novembre, l'actual president Guebuza va obtenir una victòria aclaparadora amb aproximadament el 75% dels vots. La participació s'estima al voltant del 42%. Els observadors de la SADC va dir que el resultat de les eleccions va ser "un fidel reflex de la voluntat del poble de Moçambic". El partit d'oposició RENAMO era disgustat amb el comportament electoral, exigint l'anul·lació de les eleccions. Segons la portaveu de RENAMO Ivone Soares, partidaris del Frelimo ompliren les urnes amb vots múltiples i van rebre l'assistència al fer-ho de la comissió electoral, que els va proporcionar paperetes addicionals. Un portaveu del FRELIMO, Edson Macuacua, va denegar les acusacions, afirmant que les eleccions van ser lliure i justa i titllar la RENAMO de "perduda i desesperada".
L'11 de novembre la Comissió Electoral Nacional va anunciar oficialment que Guebuza havia guanyat les eleccions amb el 75% dels vots; Dhlakama i Simango van perdre amb el 16,5% i 8,6%, respectivament. També es van donar a conèixer els resultats de les eleccions parlamentàries, el que demostra que el FRELIMO havia guanyat 191 escons, seguit de la RENAMO amb 51 escons i 8 per al MDM. El Consell Constitucional va confirmar els resultats el 28 de desembre. Dhlakama continuà al·legant frau i va dir que la RENAMO que boicotejaria la sessió d'obertura del Parlament.
Després que van jurar els diputats recentment elegits la diputada del Frelimo Verónica Macamo, fou elegida presidenta de l'Assemblea de la República el gener de 2010.

### Presidencials
| Candidat                                         | Partit                          | Vots      | %     |
| ------------------------------------------------ | ------------------------------- | --------- | ----- |
| Armando Guebuza                                  | FRELIMO                         | 2,974,627 | 75.01 |
| Afonso Dhlakama                                  | RENAMO                          | 650,679   | 16.41 |
| Daviz Simango                                    | Moviment Democràtic de Moçambic | 340,579   | 8.59  |
| Nuls/blancs                                      | Nuls/blancs                     | 440,208   | –     |
| Total                                            | Total                           | 4,406,093 | 100   |
| Votants registrats/participació                  | Votants registrats/participació | 9,871,949 | 44.63 |
| Font: EISA Arxivat 2015-07-04 a Wayback Machine. |                                 |           |       |

### Legislatives
| Partit                                              | Vots      | %     | Escons | +/– |
| --------------------------------------------------- | --------- | ----- | ------ | --- |
| FRELIMO                                             | 2,907,335 | 74.66 | 191    | +31 |
| RENAMO                                              | 688,782   | 17.69 | 51     | –39 |
| Moviment Democràtic de Moçambic                     | 152,836   | 3.93  | 8      | Nou |
| Partit per la Democràcia i el Desenvolupament       | 26,929    | 0.69  | 0      | Nou |
| Partit per la Pau, Democràcia i Desenvolupament     | 22,410    | 0.58  | 0      | 0   |
| Partit dels Verds de Moçambic                       | 19,577    | 0.50  | 0      | 0   |
| Aliança Democràtica de Veterans pel Desenvolupament | 17,275    | 0.44  | 0      | Nou |
| Partit de la Llibertat i Solidaritat                | 16,626    | 0.43  | 0      | 0   |
| Aliança Independent de Moçambic                     | 14,959    | 0.38  | 0      | –   |
| Coalició Unió Electoral                             | 6,786     | 0.17  | 0      | Nou |
| Partit de la Reconciliació Nacional                 | 5,610     | 0.14  | 0      | 0   |
| Partit Ecològic-Moviment de la Terra                | 5,267     | 0.14  | 0      | 0   |
| Moviment Patriòtic per la Democràcia                | 2,433     | 0.06  | 0      | Nou |
| Unió de Demòcrates Moçambiquesos                    | 2,190     | 0.06  | 0      | Nou |
| Unió pel Canvi                                      | 1,641     | 0.04  | 0      | Nou |
| Partit del Treball                                  | 1,239     | 0.03  | 0      | 0   |
| Partit Nacional de Treballadors i Camperols         | 852       | 0.02  | 0      | Nou |
| Partit Democràtic Popular                           | 712       | 0.02  | 0      | 0   |
| Partit Social Democràtic de la Reconciliació        | 399       | 0.01  | 0      | Nou |
| Nuls/blancs                                         | 493,392   | –     | –      | –   |
| Total                                               | 4,387,250 | 100   | 250    | 0   |
| Votants registrats/participació                     | 9,871,949 | 44.44 | –      | –   |
| Font: CNE Arxivat 2014-10-22 a Wayback Machine.     |           |       |        |     |

| Resultats de les eleccions desglossats per províncies | Resultats de les eleccions desglossats per províncies | Resultats de les eleccions desglossats per províncies | Resultats de les eleccions desglossats per províncies | Resultats de les eleccions desglossats per províncies |
| ----------------------------------------------------- | ----------------------------------------------------- | ----------------------------------------------------- | ----------------------------------------------------- | ----------------------------------------------------- |
| Província                                             | Escons totals 2009 (2004)                             | Escons de FRELIMO                                     | Escons de RENAMO                                      | Escons de MDM                                         |
| Niassa                                                | 14 (12)                                               | 12 (9)                                                | 2 (3)                                                 | 0                                                     |
| Cabo Delgado                                          | 22 (22)                                               | 19 (18)                                               | 3 (4)                                                 | n. z.                                                 |
| Nampula                                               | 45 (50)                                               | 32 (27)                                               | 13 (23)                                               | n. z.                                                 |
| Zambézia                                              | 45 (48)                                               | 26 (19)                                               | 19 (29)                                               | n. z.                                                 |
| Tete                                                  | 20 (18)                                               | 18 (14)                                               | 2 (4)                                                 | n. z.                                                 |
| Manica                                                | 16 (14)                                               | 12 (7)                                                | 4 (7)                                                 | n. z.                                                 |
| Sofala                                                | 20 (22)                                               | 10 (6)                                                | 5 (18)                                                | 5                                                     |
| Inhambane                                             | 16 (16)                                               | 15 (15)                                               | 1 (1)                                                 | 0                                                     |
| Gaza                                                  | 16 (17)                                               | 16 (17)                                               | 0 (0)                                                 | n. z.                                                 |
| província de Maputo                                   | 16 (13)                                               | 15 (12)                                               | 1 (1)                                                 | n. z.                                                 |
| Maputo Cidade                                         | 18 (16)                                               | 14 (14)                                               | 1 (2)                                                 | 3                                                     |
| Àfrica                                                | 1 (1)                                                 | 0 (0)                                                 | 0 (0)                                                 | n. z.                                                 |
| Resta del Món                                         | 1 (1)                                                 | 1 (1)                                                 | 0 (0)                                                 | n. z.                                                 |
| total                                                 | 250 (250)                                             | 191 (160)                                             | 51 (90)                                               | 8                                                     |

### Assemblees provincials
| Escons de les assemblees provincials de Moçambic de 2009 | Escons de les assemblees provincials de Moçambic de 2009 | Escons de les assemblees provincials de Moçambic de 2009 | Escons de les assemblees provincials de Moçambic de 2009 |
| -------------------------------------------------------- | -------------------------------------------------------- | -------------------------------------------------------- | -------------------------------------------------------- |
| Nom                                                      | FRELIMO                                                  | RENAMO                                                   | MDM                                                      |
| Cabo Delgado                                             | 73                                                       | 8                                                        | -                                                        |
| Província de Gaza                                        | tots                                                     | -                                                        | -                                                        |
| Inhambane                                                | tots                                                     | -                                                        | -                                                        |
| Manica                                                   | 61                                                       | 19                                                       | -                                                        |
| Maputo-Cidade                                            | ?                                                        | ?                                                        | ?                                                        |
| Maputo                                                   | 75                                                       | 5                                                        | -                                                        |
| Nampula                                                  | 78                                                       | 11                                                       | 2                                                        |
| Niassa                                                   | 66                                                       | 2                                                        | 2                                                        |
| Sofala                                                   | 59                                                       | 1                                                        | 20                                                       |
| Tete                                                     | 75                                                       | 5                                                        | -                                                        |
| Zambézia                                                 | 57                                                       | 31                                                       | -                                                        |
| Font:                                                    | allafrica.com                                            |                                                          |                                                          |